# Pentaschistis dolichochaeta
Pentaschistis dolichochaeta är en gräsart som beskrevs av Sylvia Mabel Phillips. Pentaschistis dolichochaeta ingår i släktet Pentaschistis och familjen gräs. Inga underarter finns listade i Catalogue of Life.